# The Phantom Riders
The Phantom Riders (Brasil: Rosa do Paraíso ) é um filme norte-americano de 1918, do gênero faroeste, dirigido por John Ford e estrelado por Harry Carey. O estado de conservação do filme é considerado perdido.

## Elenco
- Harry Carey ... Cheyenne Harry
- William Steele ... Dave Bland (como Bill Gettinger)
- Molly Malone ... Molly Grant
- Buck Connors ... 'Pebble' Grant (como Buck Connor)[2]
- Vester Pegg ... O desconhecido
- Jim Corey ... Foreman